# American Female Anti-Slavery Society

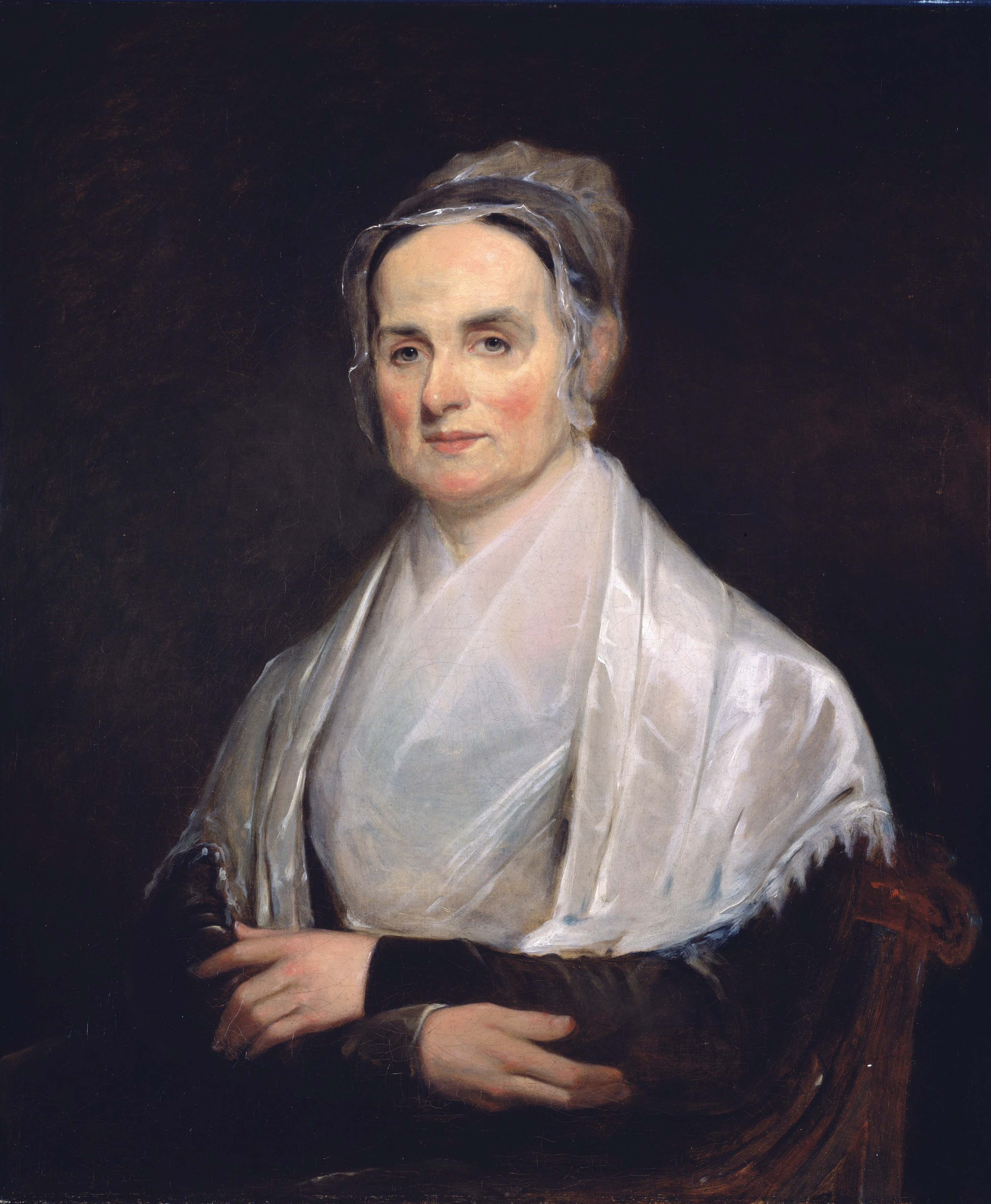
Lucretia Mott nel 1841

L'American Female Anti-Slavery Society tenne il suo primo incontro nel maggio del 1837 a New York.

## Storia
Parteciparono settantuno delegati; le sorelle Grimké rappresentavano la Carolina del Sud, insieme a Lucretia Mott, ad altri filadelfiani e molti delegati di Boston. Le sorelle Grimké presentarono una risoluzione in cui si chiedeva di combattere i pregiudizi razziali sia nel Nord che nel Sud.
La riunione promise di lavorare contro la regola del bavaglio (gag rule), che proibiva le petizioni al Congresso. Durante l'incontro fu anche pubblicato un nuovo trattato di Angelina Grimké, Un Appello alle Donne degli Stati Nominalmente Liberi.
La Società doveva sponsorizzare incontri nelle case private delle donne.